# École normale catholique
Pour les articles homonymes, voir ENC.
L'École normale catholique (ENC), appelée officieusement lycée Blomet, est un établissement privé catholique sous contrat d'association avec l'État fondé en 1906 par l'enseignante Louise Desrez.
Depuis 1933, elle est située au 5 rue Blomet, dans le 15e arrondissement de Paris.

## Historique

### Fondation (1906-1952)
L'École normale catholique naît dans le contexte d'anticléricalisme qui marque le début du XXe siècle en France. La loi du 7 juillet 1904 portée par Émile Combes ordonne la dissolution des congrégations religieuses autorisées, les obligeant à se réfugier dans d'autres pays européens. Dans cette atmosphère conflictuelle sur fond de séparation entre les Églises et l'État, Mlle Louise Desrez, institutrice et amie de Madeleine Daniélou, décide en 1906 de créer une école normale primaire dans le but de combler un manque dans l’éducation des jeunes filles et d’assurer la formation d’institutrices chrétiennes. 
L’École normale catholique est ainsi fondée en 1906, et Mlle Desrez en devient la première directrice.
D'abord situé au 90 rue de Rennes dans le 6e arrondissement de Paris, l’établissement ne compte les premières années qu’une trentaine d’élèves, réparties pour moitié entre classes préparant le brevet et le baccalauréat.
En 1909-1910, l’établissement ouvre  des classes primaires (à partir de 7 ans), puis en 1915 des jardins d’enfants (de 4 à 7 ans).
Ce développement sans cesse croissant oblige l’ENC à s’agrandir : en 1912 elle élit domicile au 159 rue de Sèvres dans le 15e arrondissement, bâtiments qu’elle loue à des notaires.
Dès l'origine, Louise Desrez s’était entourée de professeurs agrégés ou licenciés venant pour la plupart de l’Institut catholique de Paris ou du collège Stanislas.
En 1923, Louise Desrez meurt à l’âge de 65 ans. C’est alors Marguerite Eymard, qui la secondait depuis un an, qui lui succède en tant que directrice.
En raison de la précarité du bail des locaux de la rue de Sèvres, la construction de nouveaux bâtiments est décidée au 5 rue Blomet, toujours dans le 15e arrondissement, à quelques centaines de mètres du 159 rue de Sèvres. Jean Verdier, archevêque de Paris inaugure la nouvelle école le 20 décembre 1934. L'ENC fait également construire une annexe rue Olivier-de-Serres en 1939 : l’école Saint-Jean est née.

### La période jésuite (depuis 1952)
En 1952, la directrice, Marguerite Eymard, prend à son tour sa retraite et fait appel à la Compagnie de Jésus, pour assurer la pérennité de l’œuvre, et plus spécifiquement à la Société de Jésus-Christ, une congrégation enseignante jésuite qui administre déjà les écoles Chevreul de Lyon et Marseille et avec qui elle partage une pédagogie d'inspiration ignacienne. Mlle Deshaires prend alors la direction de l'école,.
En 1988, l’établissement, doté entretemps d’un collège et d’un lycée, s’ouvre à la mixité et crée des classes préparatoires aux grandes écoles en lettres. Enfin en 2003, la Société de Jésus-Christ fusionne avec la Compagnie de Marie-Notre-Dame.
En septembre 2015, une nouvelle filière de droit en classe préparatoire D1 est ouverte en partenariat avec l’université Panthéon-Assas, préparant prioritairement au concours de l'ENS Cachan mais aussi aux concours administratifs, et permettant de suivre parallèlement un cursus en droit à l'université.

## Administration

### Chef d'établissement
- 1906-1923 : Louise Desrez
- 1923-1952 : Marguerite Eymard
- 1952-1956 : Mlle Deshaires
- 1956-1975 : Mlle Guérin
- 1975- ? : Mlle Rocques
- ?-1987 : Mlle Marin
- 1987-1993 : Mlle Duvault
- 1993-2006 : Mme Moeller
- 2006-2013 : Philippe Cléac'h
- 2013-2018 : Gonzague de Monicault[9]
- 2018-2019 : Michel Belledent
- 2019-2022 : Anthony Bardoux
- Depuis 2022 : Alexis Molio

## Enseignement

### École

#### École ENC Blomet
L’école Blomet accueille environ 400 élèves, garçons et filles répartis en 4 classes de maternelle et 10 classes élémentaires.

#### École ENC Saint-Jean
Même s’il se situe sur un site distinct situé rue Olivier-de-Serres, l'école Saint-Jean appartient entièrement à l'ENC. L'école accueille près de 350 élèves dans 13 classes.

### Collège ENC Blomet
Les 700 collégiens que compte l'établissement sont répartis en 6 classes mixtes par niveau, soit 24 classes en tout. Le collège est classé 2e au niveau national par Le Figaro en 2022 ; 1er en 2023.

### Lycée ENC Blomet
Le lycée rassemble près de 500 élèves répartis en 15 classes avec 5 classes par niveau. Le baccalauréat général y est préparé et 7 enseignements de spécialité y sont dispensés. Divers classements, entre 2018 et 2021, le considèrent entre le quatrième et le septième meilleur lycée de France[réf. nécessaire].
Les enseignements de spécialité sont les suivants :   
- Mathématiques
- Sciences de la vie et de la Terre
- Physique-chimie
- Humanités, littérature et philosophie
- Histoire, géographie, géopolitique et sciences politique (HGGSP)
- Anglais Monde Contemporain (AMC)
- Sciences économiques et sociales

Une section anglaise existe à tous les niveaux.

### Classes préparatoires aux grandes écoles ENC Blomet
Les classes préparatoires de l'ENC se composent d'environ 242 étudiants répartis sur trois filières :
- Les classes préparatoires littéraires : 
  - deux classes d'hypokhâgne (première année) : classe HK1 et classe HK2 (option histoire des arts)
  - khâgne (deuxième année)
- Les classes préparatoires D1 : droit-économie-gestion (première et deuxième année), en partenariat avec l’Université Panthéon-Assas[10].
- Les classes préparatoires D2 : Économie-Gestion (première et deuxième année), en partenariat avec l’Université Panthéon-Assas

Les classes préparatoires de Blomet ont depuis 2017 des nouveaux locaux situés au 3 rue Barthélémy, dans le 15e arrondissement de Paris.

## Pastorale

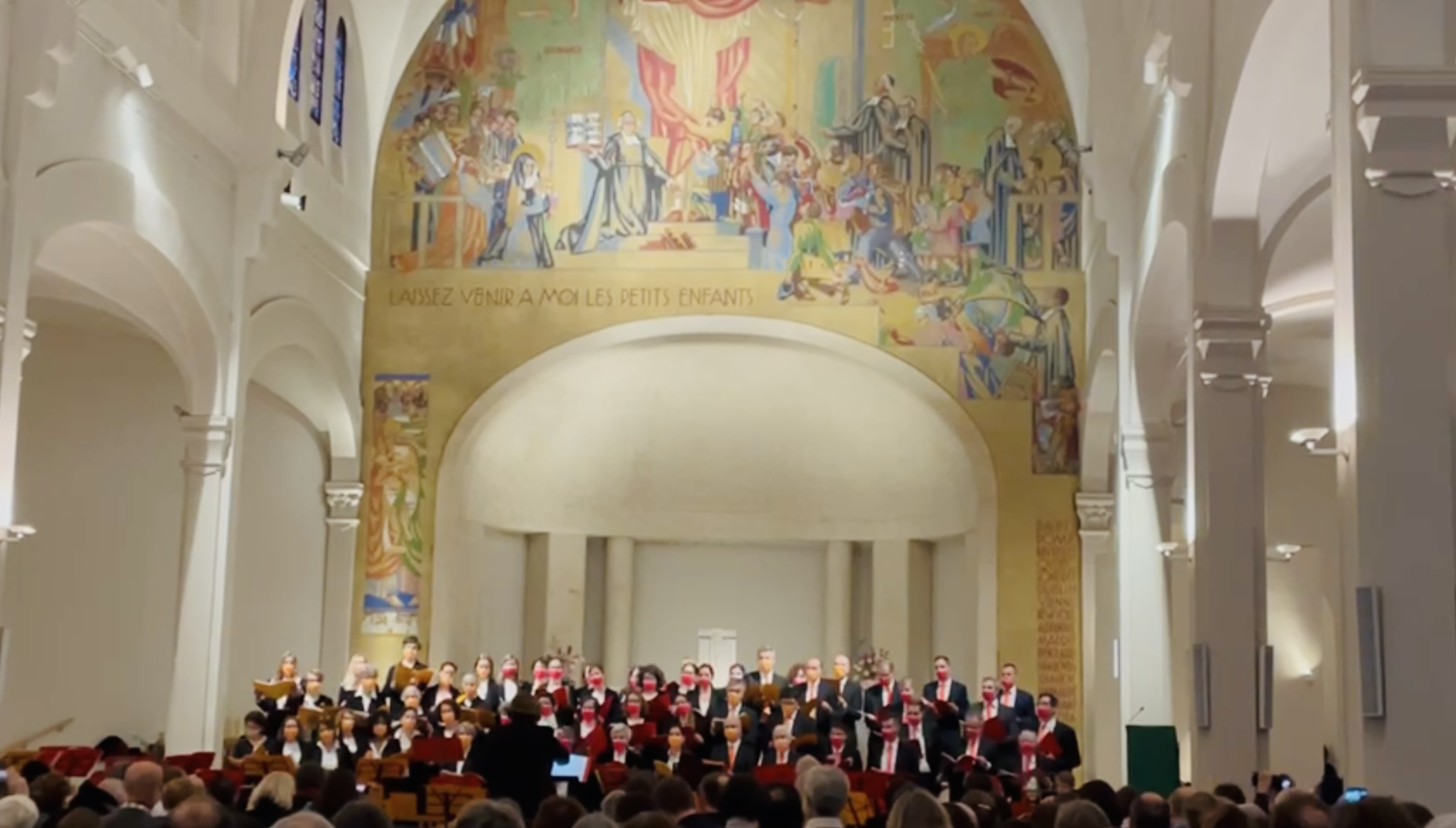
Concert spirituel catholique annuel donné par des bénévoles de l'ENC Blomet en 2022 à l'église Saint-Jean-Baptiste-de-La-Salle.

L'ENC Blomet, établissement privé catholique sous contrat d'association avec l'État, s'est fondé face à l'anticléricalisme du début du XXe siècle. L'établissement accompagne, à l'enseignement du programme scolaire national, un enseignement spirituel catholique. La pastorale est constituée de deux prêtres de l'église Saint-Jean-Baptiste-de-La-Salle, chacun référents, respectivement, du collège et du lycée, et des primaires et des CPGE. Les prêtres sont assistés par une équipe pastorale composée de quelque soixante-dix bénévoles, parmi les parents d'élèves, les professeurs et le personnel administratif.
Les principaux lieux de culte utilisés par l'ENC Blomet, à l'occasion des messes ou autres événements liturgiques, sont l'église Saint-Jean-Baptiste-de-La-Salle et la chapelle Notre-Dame-du-Lys.
L'enseignement liturgique et spirituel se fonde sur les cours de catéchisme, la liturgie (messes, sacrements, concerts), le bénévolat (maraudes, associations caritatives) ainsi que les retraites spirituelles et les pèlerinages. Annuellement, les élèves de seconde participent à un pèlerinage à Rome et les élèves de première au Mont-Saint-Michel.
Chaque année, un concert spirituel est organisé par des chorales et des orchestres de volontaires parmi les élèves (collégiens et lycéens), les parents d'élèves, les professeurs et l'administration. Une partie de ces bénévoles participent aussi à l'animation musicale de liturgie catholique de l'établissement durant le reste de l'année.

## Classement

### Classement du lycée
| Année | Taux de réussite | Taux de mentions | Mention AB | Mention B | Mention TB |
| ----- | ---------------- | ---------------- | ---------- | --------- | ---------- |
| 2022  | 100%             | 96,3%            | 17,0%      | 35,0%     | 44,0%      |
| 2021  | 100%             | 97,8%            | 19,2%      | 47,7%     | 31,8%      |
| 2020  | 100%             | 81%              | 15,7%      | 32,7%     | 51,6%      |
| 2019  | 100%             | 80%              | 15%        | 38%       | 43%        |

### Classement des CPGE

#### Classe préparatoire Droit-économie (D1)
La prépa ENS D1 de Blomet s'érige comme la prépa avec le meilleur palmarès d'admissions sur les vingt lycées proposant la prépa D1.
| Année | Effectifs | Admis |
| ----- | --------- | ----- |
| 2022  | 41        | 1     |
| 2021  | 52        | 7     |
| 2020  | 36        | 4     |
| 2019  | 32        | 4     |
| 2018  | 32        | 4     |
| 2017  | 25        | 4     |

## Accès

### Établissement principal
L'école Blomet, le collège et le lycée, ainsi que la majorité des infrastructures administratives sont situés au n°5 rue Blomet dans le 15e arrondissement de Paris. L'établissement est entouré par la rue Lecourbe, la rue de Vaugirard, la rue Ernest-Renan et la rue Émile-Duclaux.
L'ENC est desservi par la ligne 12 du métro de Paris aux stations Volontaires et Pasteur et la ligne ligne 6 aux stations Pasteur et Sèvres - Lecourbe.

### Classes préparatoires
Les Classes préparatoires aux grandes écoles sont situés au n°3 rue Barthélemy dans le 15e arrondissement de Paris près de l'établissement principal. L'établissement fait face à la rue rue Bouchut et se situe entre l'avenue de Breteuil et le boulevard Garibaldi.
Les CPGE sont desservis par la ligne 12 à la station Pasteur, la ligne 6 à la station Sèvres - Lecourbe et la ligne 10 à la station Ségur. 

### École ENC Saint-Jean
L'école ENC Saint-Jean est située au no 89 rue Olivier-de-Serres dans le 15e arrondissement de Paris.
L'école est desservie par la ligne 3a du tramway à la station Georges Brassens.

## Galerie

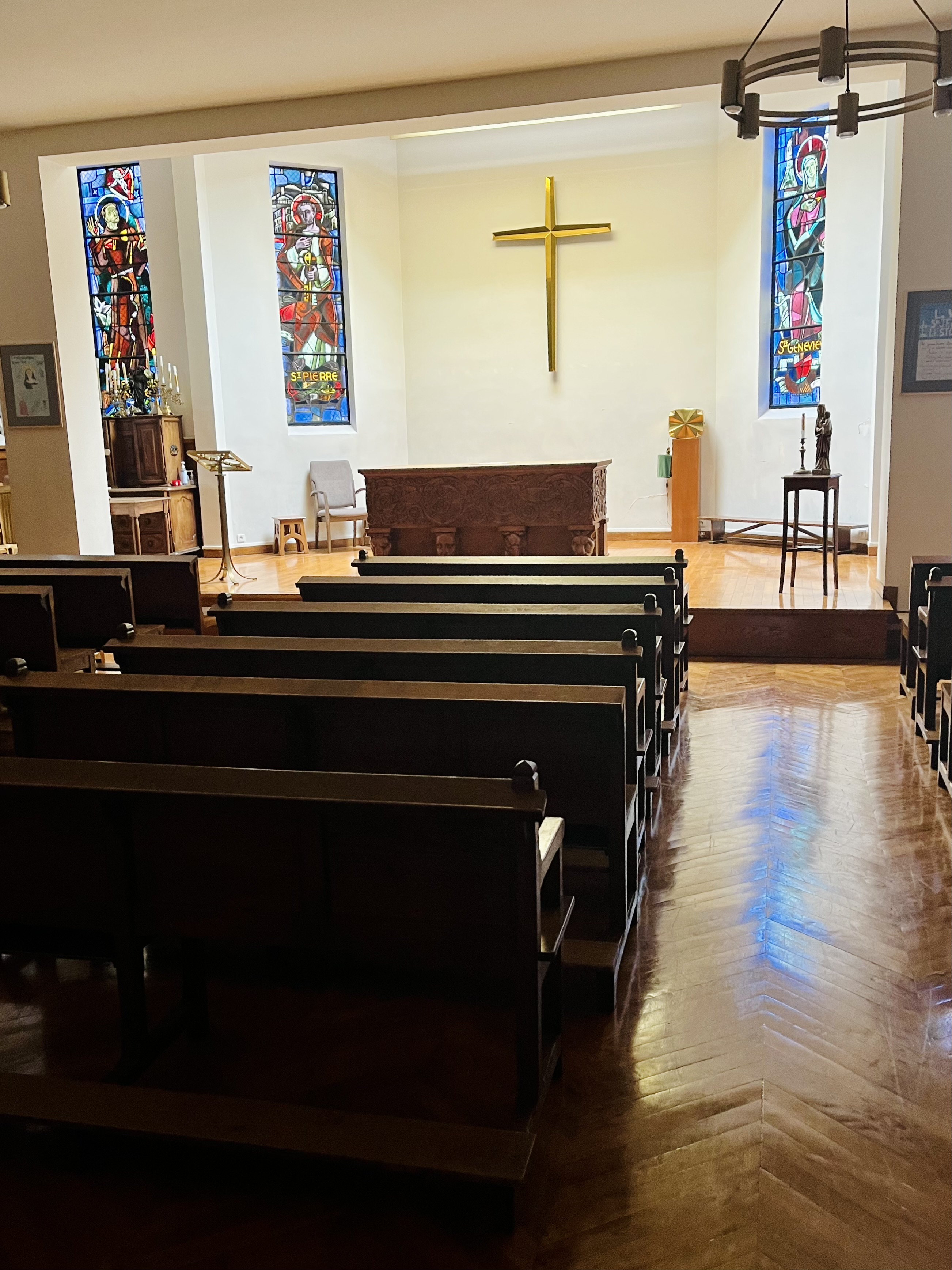
Chapelle de l'établissement.
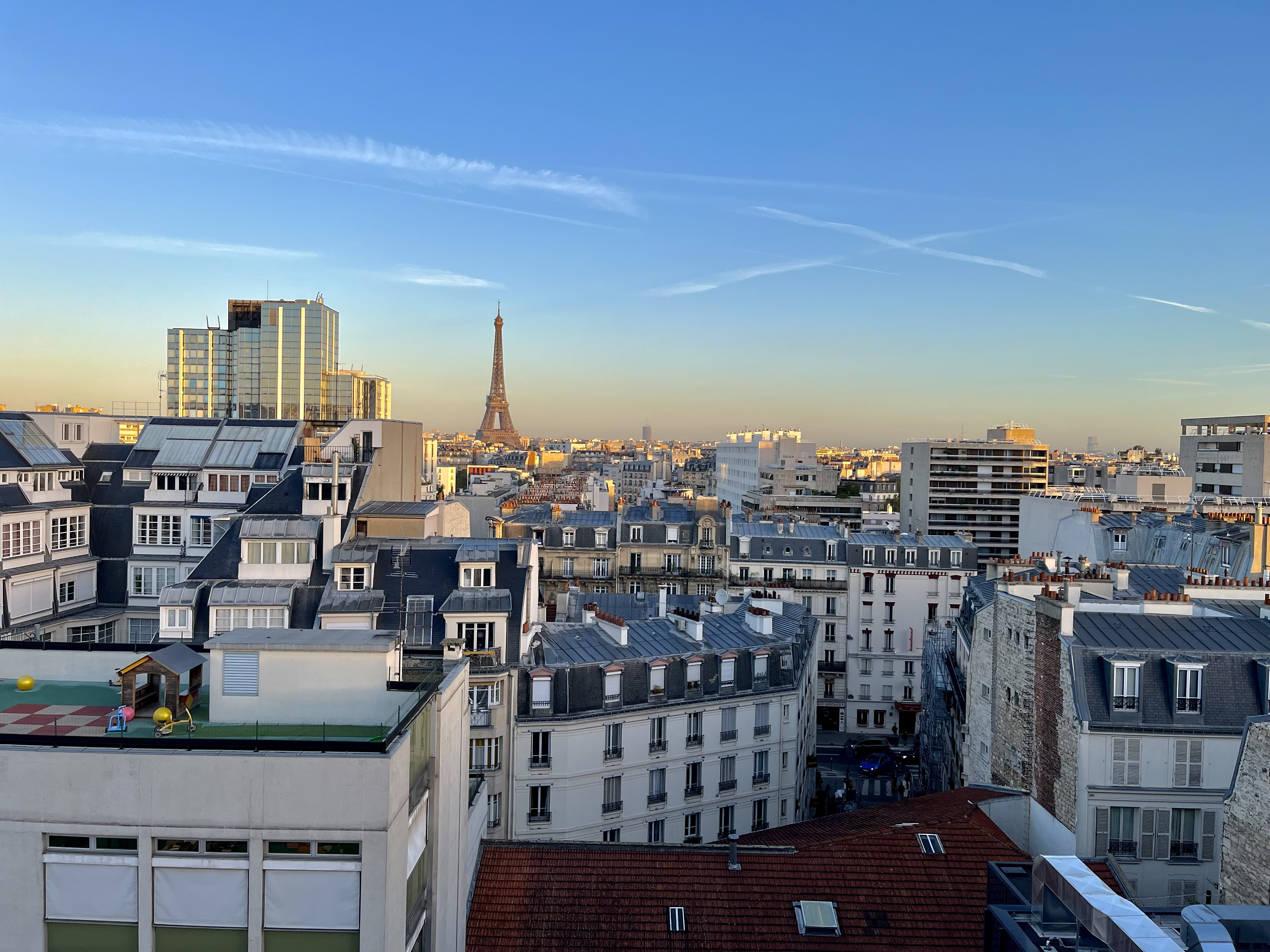
Vue depuis le septième étage.